# Mark Buford
Mark Buford (Memphis, 8 ottobre 1970) è un ex cestista statunitense, professionista in Italia.

## Carriera
È stato selezionato dai Phoenix Suns al secondo giro del Draft NBA 1993 (49ª scelta assoluta).